# Wandersleben

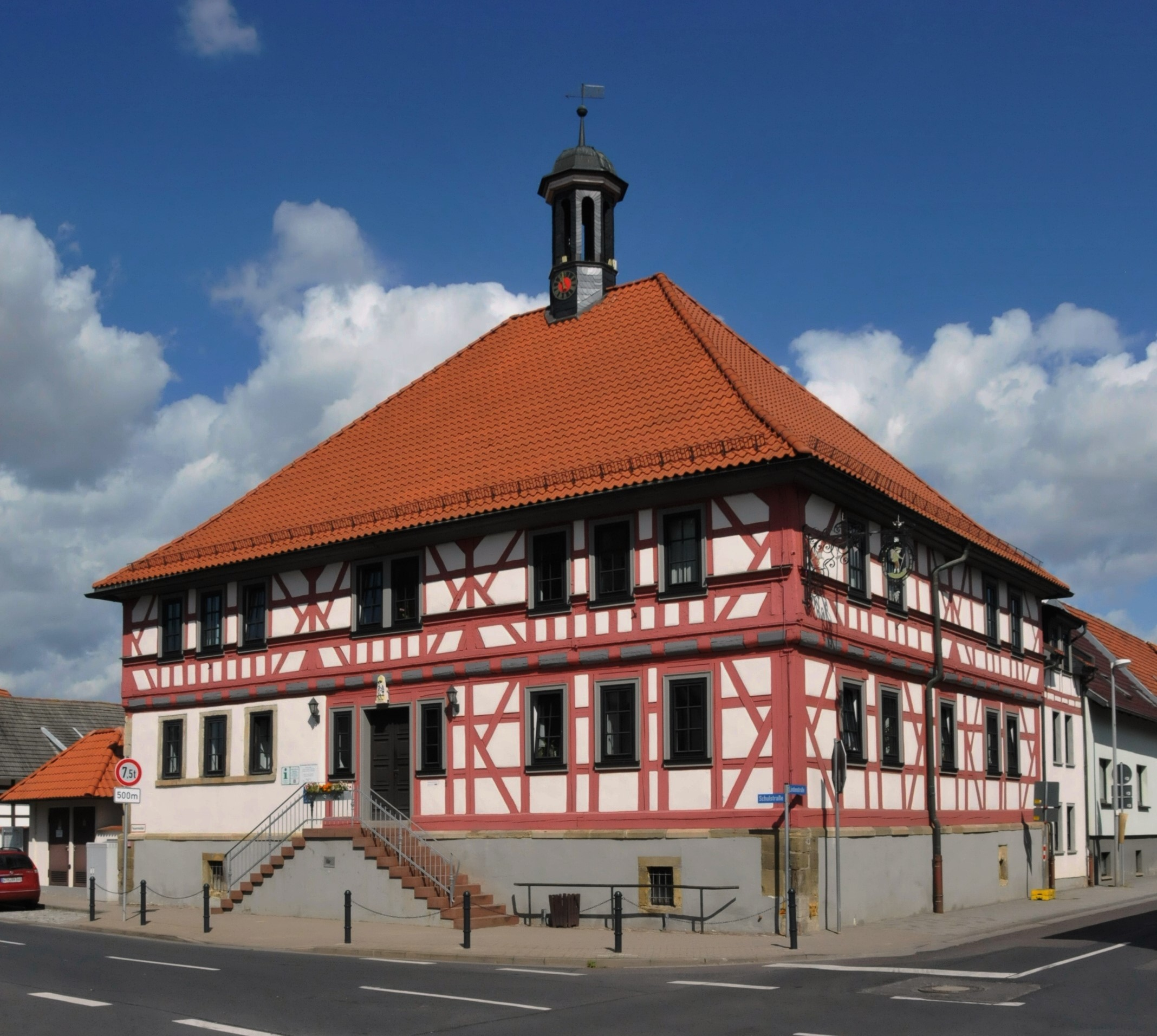
Rathaus

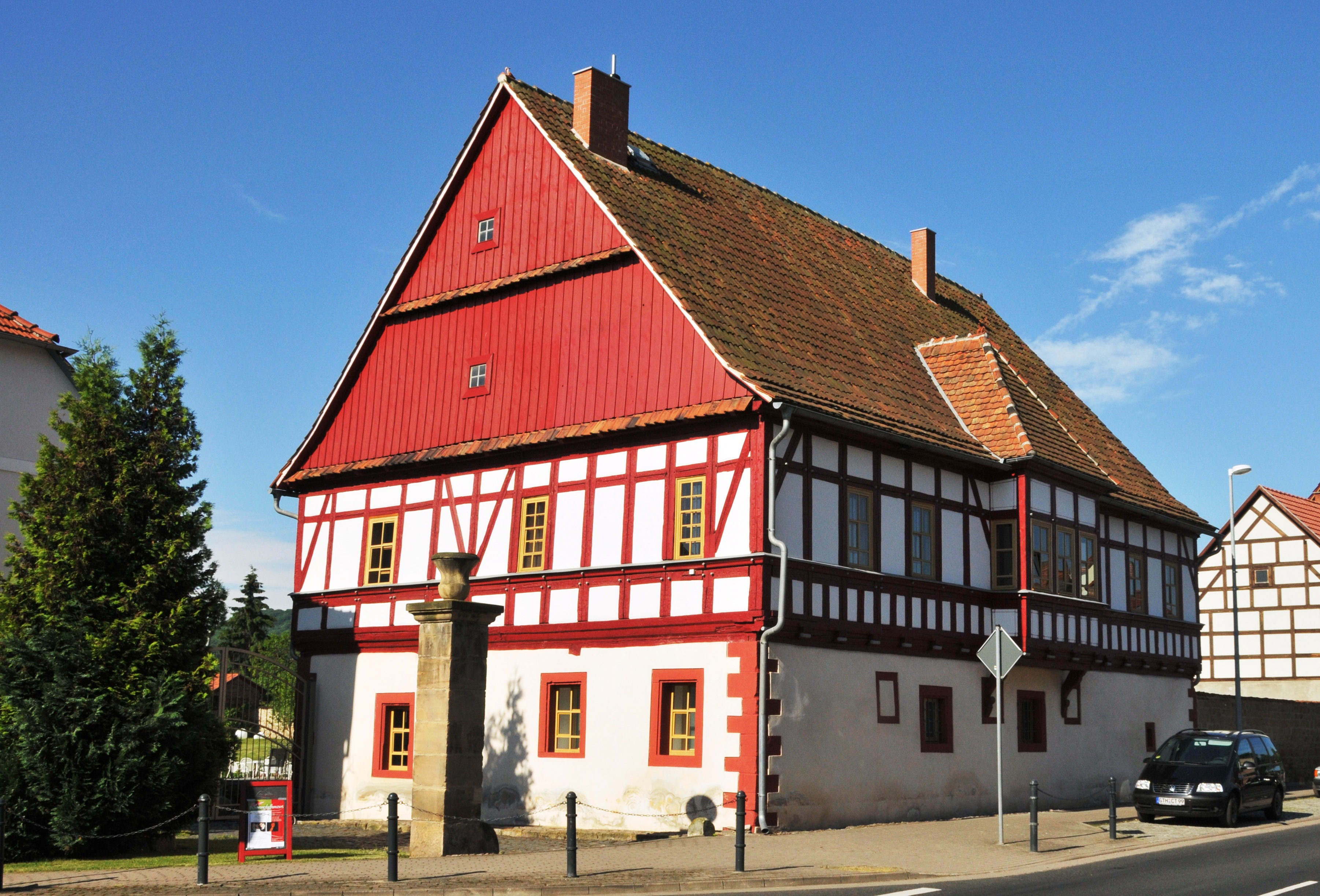
Henningshof

Wandersleben ist ein Dorf im östlichen Landkreis Gotha in Thüringen. Seit dem 1. Januar 2009 ist die ehemals selbständige Gemeinde ein Ortsteil der Landgemeinde Drei Gleichen. In Wandersleben befindet sich der Sitz der Gemeinde. Der Ortsteil hatte am 31. Dezember 2010 1649 Einwohner auf einer Fläche von 12,63 km².
Zwei Kilometer südlich von Wandersleben befindet sich die Burg Gleichen.

## Geografische Lage
Wandersleben liegt im Flusstal der Apfelstädt in einer Höhe von 270 m ü. NN fast in der Mitte des Dreiecks Gotha – Erfurt – Arnstadt. Die durch den Fluss getrennten Teile der Gemeinde sind durch zwei Brücken (davon eine nur für Fußgänger) miteinander verbunden.
Östlich von Wandersleben mündet das Gewässer Roth in einer Höhe von 258 m ü. NN in die Apfelstädt.
Wandersleben ist über die Autobahnanschlussstelle Wandersleben der A4 und über einen Haltepunkt an der Thüringer Bahn im Abschnitt Gotha–Erfurt verkehrstechnisch gut angebunden. Durch den Ort führt der Radfernweg Thüringer Städtekette, der von Creuzburg im Westen über Erfurt bis nach Altenburg im Osten führt.
Wandersleben ist beliebter Ausgangspunkt für Wanderungen zu den Drei Gleichen.

## Geschichte
Das steinzeitliche Mauerkammergrab von Wandersleben wurde 1979 entdeckt.
Wandersleben wird erstmals urkundlich als Wantesleiben oder Wantesleibo erwähnt in einem Schenkungsverzeichnis des Klosters Fulda, das Schenkungen der Jahre 780 bis 817 enthält. Die Geschichte der Gemeinde wurde lange durch die nahe Burg Gleichen bestimmt. Ab Mitte des 10. Jahrhunderts bis zu ihrem Aussterben im Jahre 1631 hatten die Grafen von Gleichen hier ihren Sitz. Nachfolger für diesen Teil der Grafschaft Gleichen wurden die Hatzfelder, bis 1793 auch dieses Geschlecht ausstarb. Wandersleben und die Burg Gleichen fielen an Kurmainz zurück und wurden einem gesonderten Verwalter unterstellt. 1802 wurde Wandersleben preußisch. Nach der französischen Besetzung wurde der Ort mit dem benachbarten ehemaligen mainzisch-erfurtischen Amt Mühlberg als Exklave Teil des preußischen Regierungsbezirks Erfurt (Landkreis Erfurt).
Nachdem bereits seit 1847 die Thüringer Bahn an Wandersleben vorbeiführte, erhielt der Ort 1885 einen eigenen Bahnhof. Ein großes Gut in Wandersleben war Domäne, die dem Herzog von Sachsen-Coburg und Gotha gehörte. Es war auch Lehrgut. Im April 1945 wurde der Ort von US-amerikanischen Truppen besetzt und Anfang Juli wie ganz Thüringen an die Rote Armee weitergegeben.
Mit der Neugliederung des Landes 1945 kam Wandersleben zum Land Thüringen und gehört seitdem zum Landkreis Gotha. 1952 wurde dieser Teil des neu gebildeten Bezirks Erfurt, der bis zur Neugründung des Landes Thüringen im Jahr 1990 Bestand hatte. Am 21. Mai 1992 schloss sich die Gemeinde mit den Nachbargemeinden Grabsleben, Mühlberg und Seebergen zur Verwaltungsgemeinschaft Drei Gleichen zusammen. Aus diesem Zusammenschluss entstand zum 1. Januar 2009 die Gemeinde Drei Gleichen.
In der Nacht vom 10. zum 11. August 2005 zerstörte ein Großbrand das Einkaufszentrum des Ortes bis auf die Mauern. Die Freiwillige Feuerwehr des Ortes, die ihr Feuerwehrhaus 50 Meter entfernt hat, konnte trotz Unterstützung der Feuerwehren der umliegenden Orte das Feuer nur kontrollieren und eine Ausbreitung auf weitere Gebäude verhindern. Die Eröffnung des neu aufgebauten Einkaufszentrums erfolgte am 23. November 2006.

## Einwohnerentwicklung
(Angaben beziehen sich jeweils auf den 31. Dezember des angegebenen Jahres)
| Wandersleben: Einwohnerzahlen von 1994 bis 2010 | Wandersleben: Einwohnerzahlen von 1994 bis 2010 | Wandersleben: Einwohnerzahlen von 1994 bis 2010 | Wandersleben: Einwohnerzahlen von 1994 bis 2010 | Wandersleben: Einwohnerzahlen von 1994 bis 2010 |
| ----------------------------------------------- | ----------------------------------------------- | ----------------------------------------------- | ----------------------------------------------- | ----------------------------------------------- |
| Jahr                                            |                                                 |                                                 |                                                 | Einwohner                                       |
| 1994                                            | 1994                                            |                                                 | 1.674                                           | 1.674                                           |
| 1995                                            | 1995                                            |                                                 | 1.708                                           | 1.708                                           |
| 1996                                            | 1996                                            |                                                 | 1.755                                           | 1.755                                           |
| 1998                                            | 1998                                            |                                                 | 1.772                                           | 1.772                                           |
| 1999                                            | 1999                                            |                                                 | 1.769                                           | 1.769                                           |
| 2000                                            | 2000                                            |                                                 | 1.771                                           | 1.771                                           |
| 2001                                            | 2001                                            |                                                 | 1.761                                           | 1.761                                           |
| 2002                                            | 2002                                            |                                                 | 1.766                                           | 1.766                                           |
| 2003                                            | 2003                                            |                                                 | 1.741                                           | 1.741                                           |
| 2004                                            | 2004                                            |                                                 | 1.723                                           | 1.723                                           |
| 2005                                            | 2005                                            |                                                 | 1.713                                           | 1.713                                           |
| 2006                                            | 2006                                            |                                                 | 1.679                                           | 1.679                                           |
| 2007                                            | 2007                                            |                                                 | 1.683                                           | 1.683                                           |
| 2008                                            | 2008                                            |                                                 | 1.650                                           | 1.650                                           |
| 2010                                            | 2010                                            |                                                 | 1.649                                           | 1.649                                           |
|                                                 |                                                 |                                                 |                                                 |                                                 |

## Politik

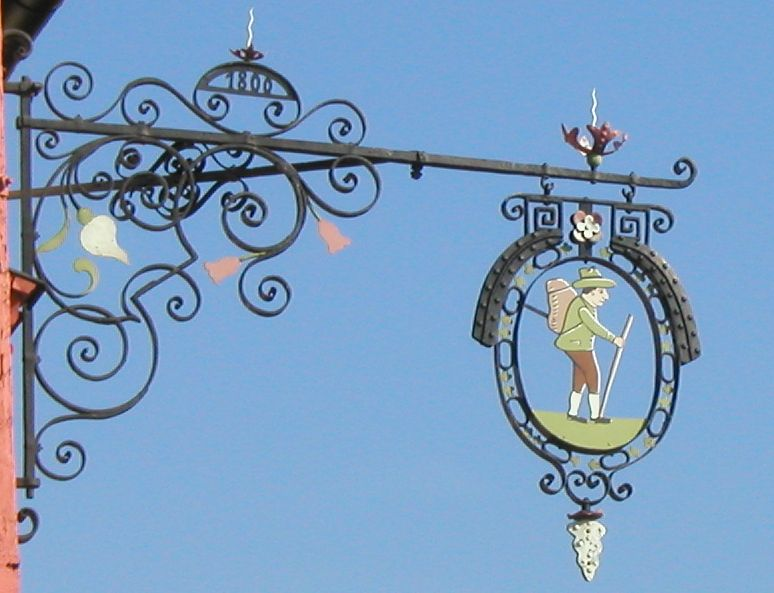
Wappen am Rathaus

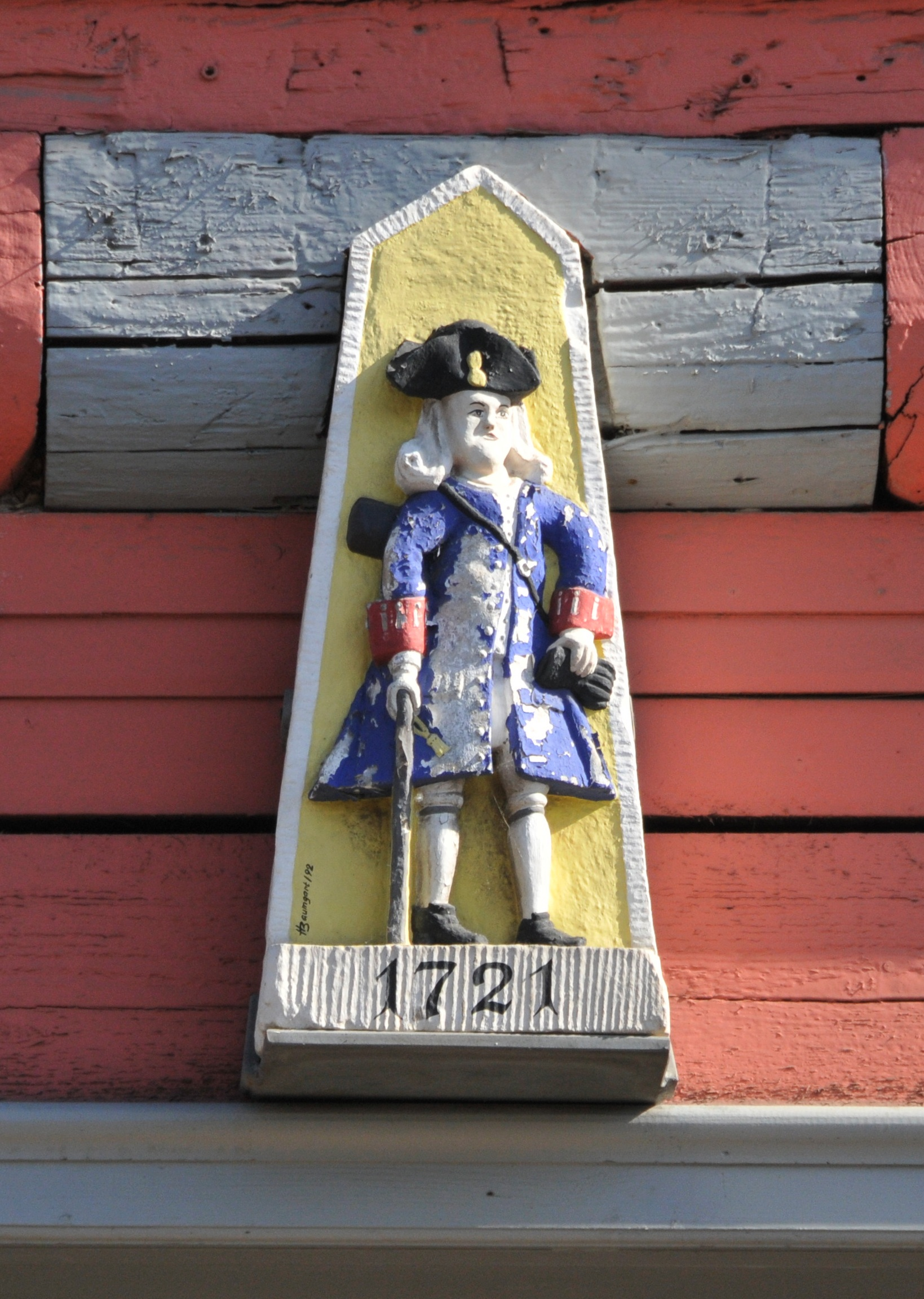
Reliefstein über der Rathaustür

Seit der Neugründung des Bundeslandes Thüringen im Jahr 1990 erzielten die konservativen Parteien im Ort hohe Stimmenanteile. Bei der letzten Kommunalwahl vor der Auflösung der Gemeinde im Juni 2004 hatte die CDU 47,1 % der Stimmen erreicht, eine Freie Wähler-Gruppe 33,7 % und die SPD 19,2 %. Letzter Bürgermeister war seit 1998 Gerhard Päselt (CDU), der nach dem Zusammenschluss zur Gemeinde Drei Gleichen bis zur Ortsteilbürgermeisterwahl 2014 ebenfalls das Amt des Ortsteilbürgermeisters innehatte.
Bei der Ortsteilbürgermeisterwahl im Jahr 2014 erhielten Sven Dahmen (FWG) 42,0 %, Gerhard Päselt (CDU) 41,5 % und Dieter Honauer (SPD) 16,5 % der abgegebenen Stimmen. Da keiner der Bewerber mehr als die Hälfte der abgegebenen gültigen Stimmen erhielt, erfolgte eine Stichwahl. Diese entschied Sven Dahmen (FWG) mit 57,8 % für sich.
Bei der Ortsteilbürgermeisterwahl im Jahr 2024 wurde Sven Dahmen mit 67,5 % der abgegebenen Stimmen wiedergewählt.

## Wappen
Blasonierung: „In Gold ein Wandersmann in natürlichen Farben mit silbernem Hemd, blauer Jacke mit rotem Kragen und roten Stutzen mit goldenen Verzierungen, die unteren Knöpfe geöffnet, roten Kniehosen und Strümpfen, schwarzen Schuhen und schwarzem Hut, schräg über dem Rücken eine schwarze Rolle (Decke), in der Rechten einen schwarzen Stock mit silberner Quaste, in der Linken einen schwarzen Handschuh haltend.“
Über der Eingangstür des Rathauses befindet sich ein Reliefstein mit der Jahreszahl 1721, der einen Wandersmann darstellt; seit dem 18. Jahrhundert finden wir den Wandersmann ebenfalls im Siegel. Der Wandersmann steht für die zahlreichen Besucher, die den Ort Wandersleben und seine herrliche Umgebung besuchen. Das Gold des Wappenschildes verkörpert die Sonne und die Getreidefelder der Spätsommerzeit, die weithin die Landschaft prägen. Der Wandersmann trägt eine Tracht, die zu dieser Zeit und in dieser Gegend üblich war und seit 1721 als Symbol des Dorfsiegels überliefert ist.
Das Wappen wurde am 14. August 1998 genehmigt und vom Wanderslebener Horst Baumgart gestaltet.

## Kultur und Sehenswürdigkeiten

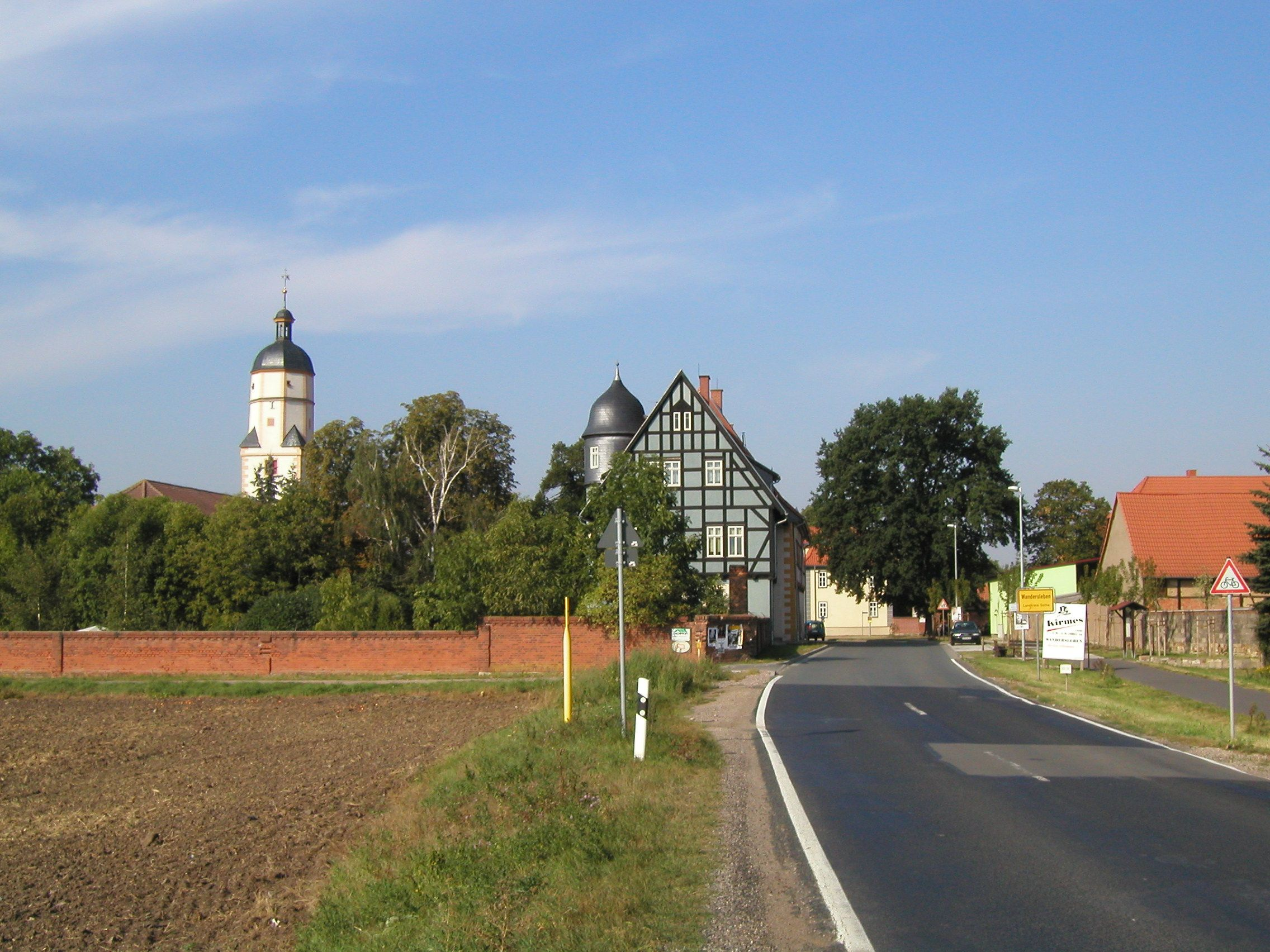
Wandersleben von Osten

Siehe auch: Liste der Kulturdenkmale in Drei Gleichen (Gemeinde)

### Museen
Seit September 2005 kann man in der Menantes-Literaturgedenkstätte eine Ausstellung zum Leben und Werk des vormals berühmten Christian Friedrich Hunold alias Menantes besichtigen. Sie entstand in einem renovierten Stallgebäude des Pfarrhofs.
Das Museum ist ein geschütztes Kulturdenkmal in der Gemeinde Drei Gleichen.
Der Geschichts- und Heimatverein Wandersleben hat am Mittelalterlichen Wohnturm ein kleines Ortsmuseum eingerichtet.
In den Räumen des Gesindehauses können die Besucher das dörfliche Leben vergangener Zeiten nachempfinden.

### Bauwerke

#### Burg Gleichen
Die Burg Gleichen (auch Wanderslebener Gleiche, Wandersleber Schloss, Wanderslebener Burg) ist eine mittelalterliche Burgruine. Sie gehört zum Burgenensemble der Drei Gleichen.

#### Mittelalterlicher Wohnturm

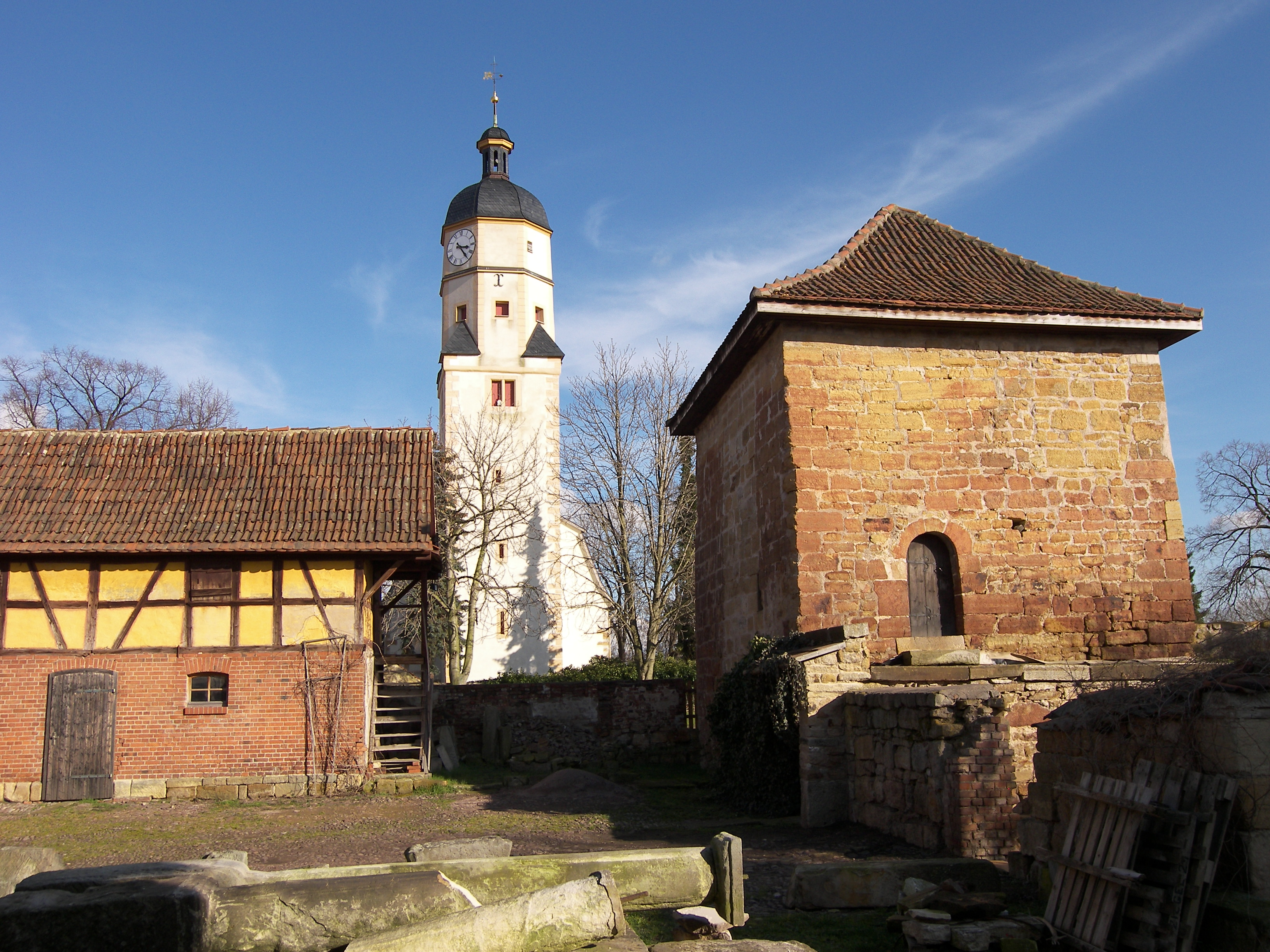
Kirche St. Petri, rechts der mittelalterliche Wohnturm

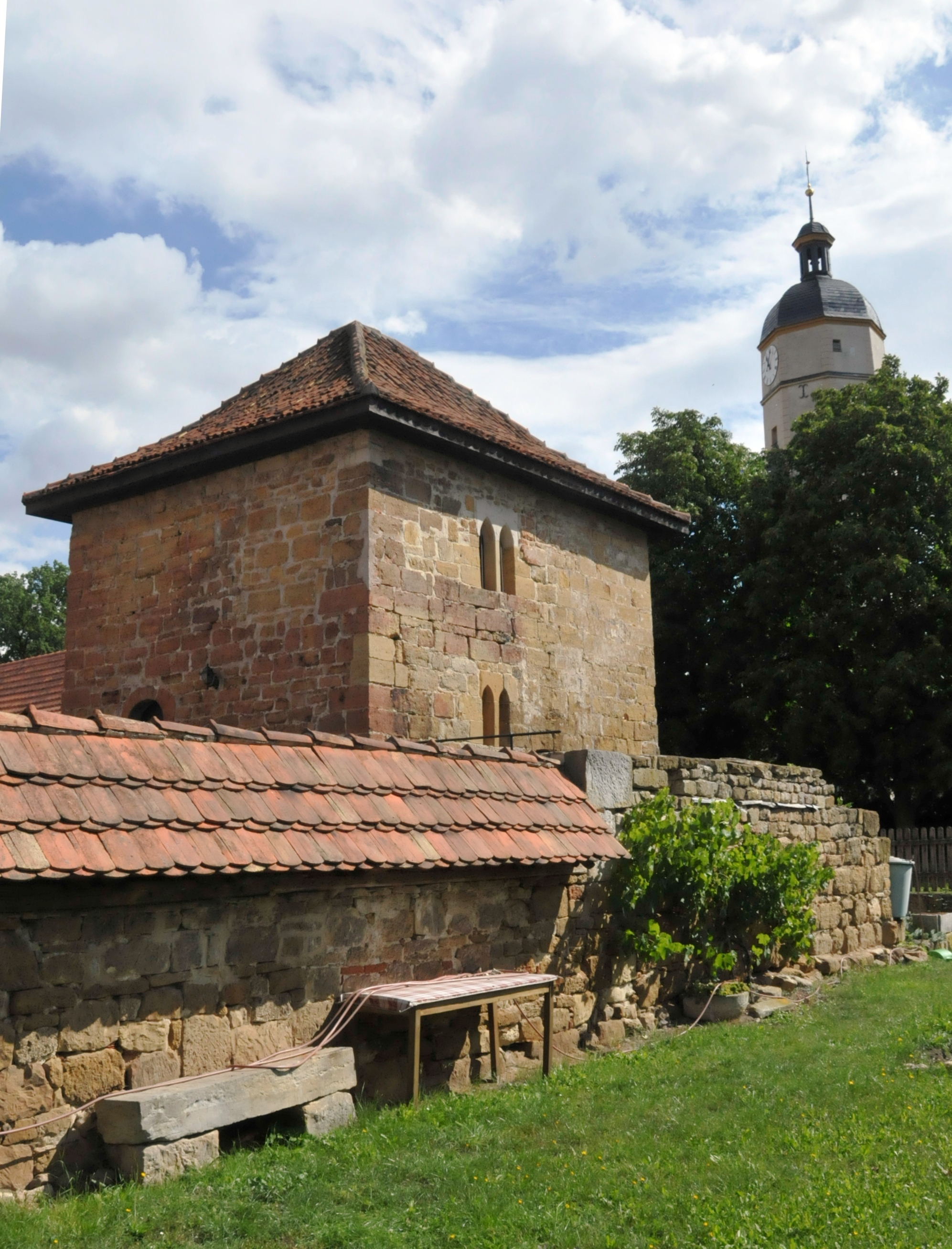
Wohnturm im Jahre 2016

Der Wohnturm von Wandersleben wurde um 1250 als Teil eines Herrenhofes errichtet und gehörte einschließlich großer Ländereien dem Geschlecht von Wittern. Nachdem der Herrensitz 1450 niedergebrannt wurde, bezog man den Wohnturm 1599 in ein neues großes Gebäude ein, einen Vierseithof. 1636 ging er als Lehen zu denen von Volgstedt. Bis 1975 hatte das Gebäude stets wechselnde Besitzer, bis es in den Besitz der Gemeinde überging.
Seit 1979 war das Gebäude baufällig und unbewohnt. 1983 wurde der Fachwerkbau wegen Baufälligkeit abgebrochen, und der Wohnturm wurde wiederentdeckt. Durch die schützende Umbauung war der Wohnturm über diese lange Zeit kaum Umwelteinflüssen ausgesetzt und ist dadurch gut erhalten. Nach der Entdeckung fand sich schnell eine Interessengemeinschaft „Mittelalterlicher Wohnturm“ zusammen, die sich um den frühgotischen Wohnturm bemühte.
Seit 2006 betreut der Geschichts- und Heimatverein Wandersleben 2005 e. V. das Objekt. Seitdem erfolgte eine regelmäßige Betreuung und Neugestaltung. Im September 2010 konnte die Neugestaltung mit der Übergabe des rekonstruierten  Gesindehauses, in dem Vereinsräume für kleine Veranstaltungen und ein kleines Museum eingerichtet wurden, fortgesetzt werden.
Der gesamte Bereich am mittelalterlichen Wohnturm – ein ehemaliger Vierseitenhof – bietet eine Vielzahl von Anschauungsobjekten, die auf einem Bauernhof zu finden waren. Mit der Neugestaltung des Hofes am Wohnturm entstand in den Jahren 2008 bis 2010 das zur Hälfte nicht mehr vorhandene Vorderhaus neu. Der Geschichts- und Heimatverein Wandersleben 2005 e. V. richtete darin Räume als kleines Heimatmuseum ein. In der unteren Etage sind eine Kopie des Kartulars mit der Ersterwähnung des Ortes, historische Ortskarten und Fotos zu sehen. In der ehemaligen kleinen Hofküche und in der oberen Etage werden Möbel, Hausrat und Haushaltsgegenstände eines Bauernhofes aus vergangenen Zeiten, die von Einwohnern und Besuchern überlassen wurden, gezeigt.

#### St. Petri-Kirche
Die ursprünglich romanische Kirche steht am Ortsrand in Richtung Apfelstädt.

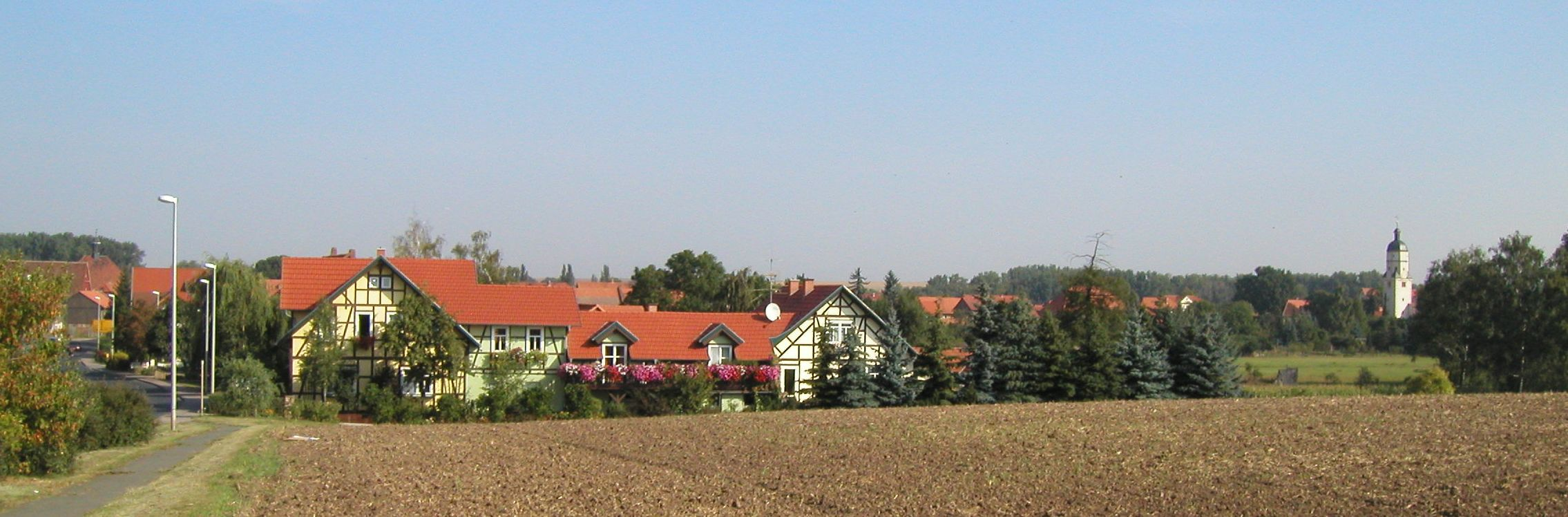
Wandersleben von Süden

#### Waid- und andere Mühlen
Im äußersten Westen der Gemarkung Wandersleben, in etwa 1,5 km Entfernung in Richtung Seebergen, stand die Waidmühle, die Anfang 2000 durch Brandstiftung vernichtet und danach völlig abgerissen wurde. Sie ist die letzte von drei Mühlen, die in unmittelbarer Nähe der Apfelstädt betrieben wurden, aber nicht mit dem Wasser der Apfelstädt, sondern mit dem des Mühlgrabens, der von Günthersleben kommt und in jeweils etwa 1000 m Entfernung bachaufwärts die Mittel- und die Obermühle („Weidmühle“, ehemals „Mühle unter den Weiden“, auf Seeberger Gebiet) mit Wasser speiste. Er floss etwa ab Obermühle parallel zur Apfelstädt. Seit Ende der 1950er Jahre liegt der Graben weitgehend trocken. Obermühle und Mittelmühle stammen von 1299 und sind die ältesten Mühlen entlang des 20 km langen Naturwanderwegs Apfelstädt-Mühlen für Entdecker zwischen Schwabhausen und Marienthal bei der Apfelstädt-Mündung in die Gera.
Die Mühlen wurden schon 1299 als Schenkung des Grafen von Orlamünde an das Kloster Stadtilm urkundlich erwähnt. In einem Lehnsbrief der Grafen Adolf und Siegmund von Gleichen von 1436 wird eine Mühle „nach Seebergen zu“ genannt. Im Laufe der Jahrhunderte wechselten die Besitzer und Betreiber häufig, allein im 18. Jahrhundert gab es neun Betreiber.
Seit 1621 sind die Besitz- und Betreiberverhältnisse nahezu lückenlos belegt:
- 1621 wird die Mühle durch den Rats- und Kammersekretär Sigismund Heußner von Graf Hans Ludwig von Gleichen († 1631) gekauft.
- 1713 verkauft die Gräfin Anna Elisabeth zu Gleichen und Hatzberg die Mühle an den Seeberger Hans Sebastian Schröter.
- Nach dem Tode von Schröter (1715) heiratet die Witwe Hans Müller.
- Heinrich Kritzmann pachtet die Mühle 1718 bis 1722 von der Erbengemeinschaft Müller/Schröter.
- 1730 kauft Sohn Hans Christoph Schröter seinen Besitzanteil der Erbengemeinschaft ab.
- 1738 stirbt H. C. Schröter, der Kindsvormund übernimmt die Verpachtung
- 1741 pachtet Otto Sylvester Krantz die Waid- und Ölschlagmühle
- 1746 kauft Heinrich Ballstädt, Waisenhaus-Inspektor in Gotha, die Mühle für 2400 Gulden für die unmündigen Geschwister Bebe
- 1750 wird Johann Caspar Schlegelmilch Pächter, ihm folgt
- 1755 Johann Zacharias Schlegelmilch.
- 1764 kauft die Gemeinde Wandersleben die Mühle für 3500 Gulden, jedoch ohne lehnsherrliche Genehmigung, daher wird sie
- 1765 an Christian Heinrich Krumbholz aus Wandersleben weiterverkauft. Dieser verpachtet sie
- 1769 an Johann Andreas Gläser.
- 1784 erwirbt der Fürstl. Sächs. Gothaer Rath und Bibliothekar H. A. O. Reichardt die Mühle.
- 1787 geht das Anwesen an den Nottleber Nicolaus Leonhardt für 2070 Gulden.
- 1793 hat die Mühle drei Mahlgänge und einen Ölgang und wird an Balthasar Stötzer aus Schönau vor dem Walde verkauft. Kaufpreis 2300 Gulden.
- 1811 beginnen die Verhandlungen über die Ablösung der Erbzinszahlungen mit den zuständigen preußischen Behörden.
- 1826 stirbt Stötzer und hinterlässt den Besitz seinen Töchtern. Johanna Magdalena Stängel, geb. Stötzer, zahlt ihre Schwester Martha Elisabeth aus und bewirtschaftet die Mühle weiter, bis
- 1836 die Lehnsherrschaft in die Zuständigkeit des Gothaer Herzogshauses übergeht.
- 1845 verschulden sich die Stengels, es kommt hernach
- 1850 zur Gerichtsverhandlung und den Zwangsverkauf an den Geheimen Justizrat Johann Friedrich von Weißenborn aus Erfurt und
- 1851 zum Verkauf an Johann Michael Hopfe und seine Schwester. Im gleichen Jahr kommt es zum ersten Termin einer Zwangsversteigerung über eine Mühle mit drei Mahlgängen und einer Ölmühle.
- 1853 kauft der Wanderslebener Müllermeister Christian Friedrich Hesse die Mühle für 4000 Taler, löst den auf der Mühle lastenden Erblehn ab und verpachtet die Mühle.
- 1860 pachtet Johann Conrad Stängel, der Sohn des ehemaligen Pächters die Mühle, die jedoch
- 1869 wieder von Hesse an die herzogliche Güterverwaltung verkauft wird.
- 1889 ist der Müller Gustav Demuth Pächter, dessen Familie über Franz und Erich Demuth bis 1960 Waidmüller bleiben.
- 1947 wird die Mühle nächtens durch marodierende Soldaten der sowjetischen Besatzungstruppen überfallen.
- 1959 wird die Wasserzufuhr durch die hochwasserbedingte Zerstörung des Wechmarer Wehrs dauerhaft unterbrochen. Der Mahlbetrieb wird eingestellt.

Unterhalb der Waidmühle gab es am gleichen Graben noch die „Stedekorn-Papiermühle“ von 1721 bis 1871. Stedekorn (Vater und Sohn) waren ehemals Pächter der „Hunold'schen Papiermühle“ (heute Wechmarer Straße 21b). Die Waidmühle wurde bis 1969 als Wohnhaus genutzt. Die beiden anderen Mühlen werden derzeit als Wohnhäuser benutzt, Mühlbetrieb gibt es nicht mehr.

### Weitere Sehenswürdigkeiten
- Reliefstein über der Eingangstür des Rathauses von 1721
- schmiedeeiserne Darstellung des Wandersmanns aus dem Jahre 1800 am Rathaus
- steinerne Tafel mit Inschrift 1541 am Fachwerkhaus Menantesstraße 13
- mittelalterliche Steinkreuze am Fußweg zur Burg Gleichen
- Henningshof (gegenüber dem Rathaus), Wohngebäude aus dem 16. Jahrhundert, heute Tagungs- und Ausstellungsstätte
- Am Stangenweg wurden im Boden in 40 cm Tiefe tönerne Scheibenräder mit Nabe gefunden. Im Donauraum wurde ein vergleichbarer Fund gemacht. Diese Fundstücke weisen auf die Bedeutung des Rades in der frühen Bronzezeit hin, obwohl sie vielleicht noch kultische oder symbolische Bedeutung hatten.[4]
- Auf der Anhöhe Galgenberg oder Galgenhög (⊙) befindet sich ein Hügelgrab, aus dem man neolithische und bronzezeitliche Funde geborgen hat. Etwa ein Kilometer weiter östlich steht ein weiterer Grabhügel, aus dem auch Funde vorgeschichtlicher Zeiten geborgen worden sind.[5]

### Regelmäßige Veranstaltungen
Wandersleben ist Ziel der jährlich stattfindenden Thüringer Burgenfahrt, an der regelmäßig mehr als 10.000 Radfahrer teilnehmen. Nach Aussage der Veranstalter handelt es sich dabei um die größte Radsternfahrt der Welt, wobei anzumerken ist, dass die Berliner Fahrradsternfahrt mit über 100.000 Teilnehmern deutlich mehr Radfahrer anzieht.
Jedes Jahr am dritten Wochenende im September findet bereits seit über 30 Jahren der Wanderslebener Bauernmarkt statt. Hier werden Artikel der Region angeboten, der Kindergarten, der Wanderslebener Faschingsklub, die Wanderslebener Spinnstube und andere Vereine sorgen für Stimmung und Unterhaltung, mit Lanz-Technik wurde Getreide gedroschen und vieles mehr.
Das letzte Maiwochenende ist am Mittelalterlichen Wohnturm traditionell für all jene Treff, die an Geschichtlichem und Kulturellem gleichzeitig interessiert sind.

## Wirtschaft
Zwischen Wandersleben und der Autobahn wurden in den 1970er Jahren für ein „Frischeier-Kombinat“ der LPG Wandersleben riesige Hallen für Legehennen errichtet, die das Landschaftsgebiet Drei Gleichen erheblich beeinträchtigten. Inzwischen fallen sie durch den umgebenden Baumwuchs nicht mehr so auf. Die Anlagen wurden nach der Wende durch die Firma Sachsen-Ei übernommen.
2013 sollte eine „Bio-Schweinemastanlage“ am Ortsrand errichtet werden. Die Bevölkerung von Wandersleben schloss sich 2012 zu einer Bürgerinitiative zusammen und konnte den Bau verhindern.
Bei Glas-Cycle werden wichtige Sekundärrohstoffe für die Glas- und Metallindustrie gewonnen.

## Persönlichkeiten

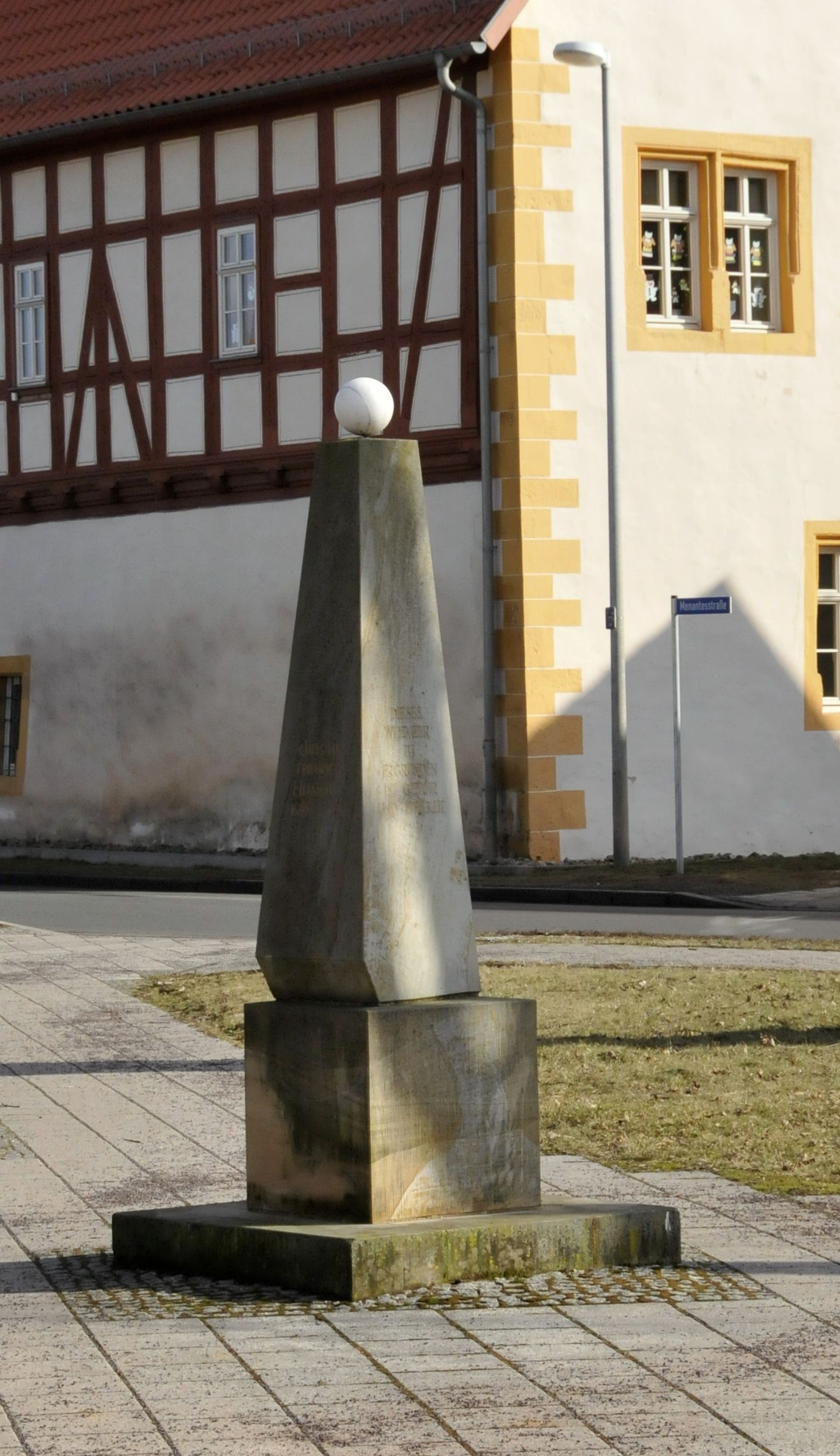
Menantes-Denkmal

- Christian Friedrich Hunold (* 1680; † 1721) berühmter Romanautor und Dichter der ersten Hälfte des 18. Jahrhunderts, der unter dem Synonym „Menantes“ veröffentlichte.
- Johann Stephan Schmaltz (* 1715; † 1784), Orgelbauer und Schüler von Johann Christoph Thielemann
- Christian Steffani (* 1780; † 1846), evangelischer Geistlicher, Theologe und Lehrer
- Karl Mey (* 1879; † nach Mai 1945), deutscher Industriephysiker und von 1933 bis 1935 Vorsitzender der Deutschen Physikalischen Gesellschaft (DPG)
- Walther Heinze (* 19. Februar 1888 in Tiefthal bei Erfurt; † 19. Juni 1971 in Wandersleben) Lehrer und Kantor in Wandersleben, Verfasser von Schriften aus dem Drei Gleichen Gebiet. Autor des Buches:  Aus dem Gebiet der Drei Gleichen Wandersleben – Ein Heimatbuch
- Jürgen Postel (* 1951), Fotograf, Graphiker und Plastiker

## Bilder aus Wandersleben

Die Apfelstädt
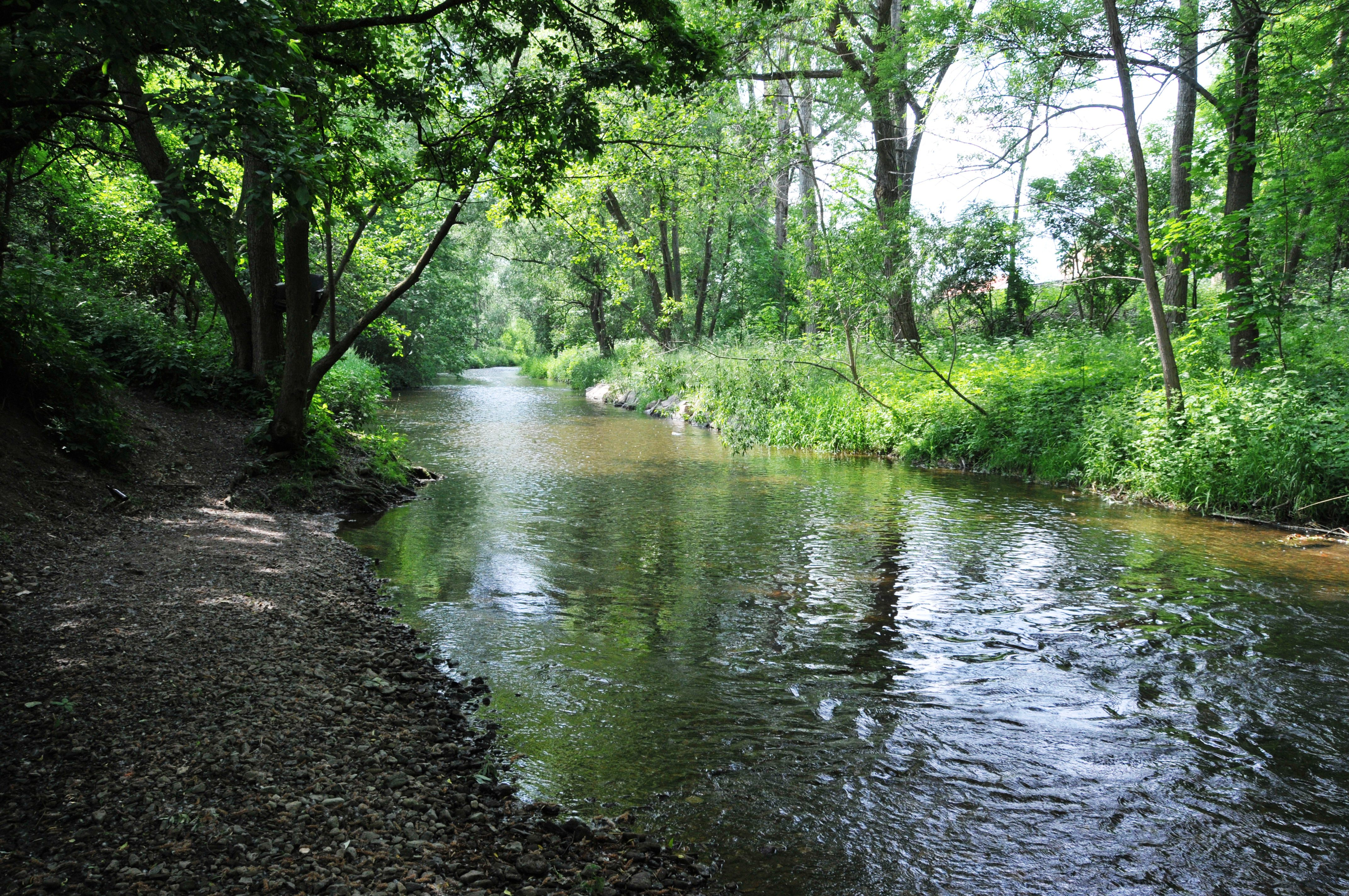
Die Apfelstädt bei Wandersleben
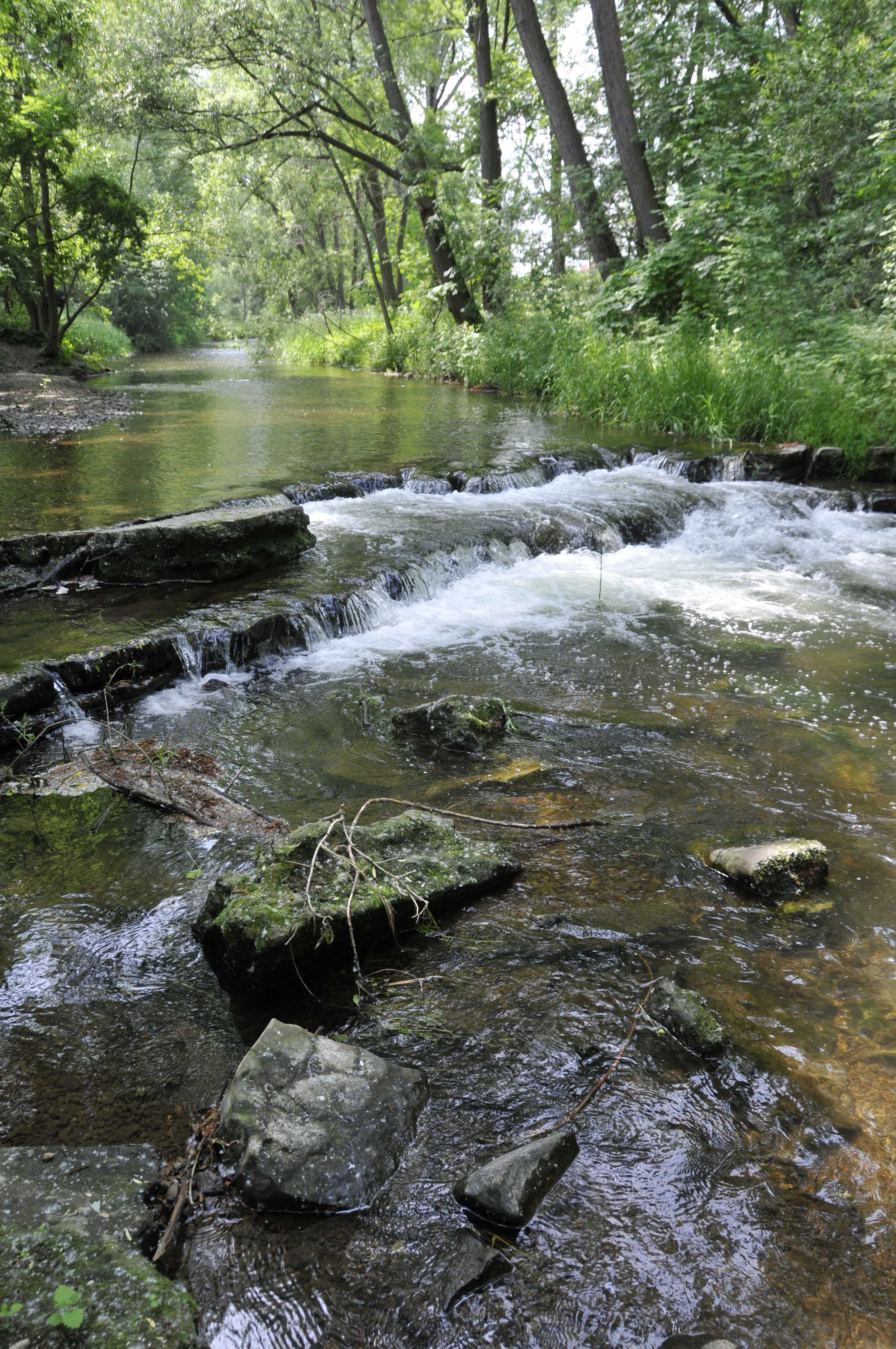
Der Grenzdolomit in der Apfelstädt bei Wandersleben

Gebäude
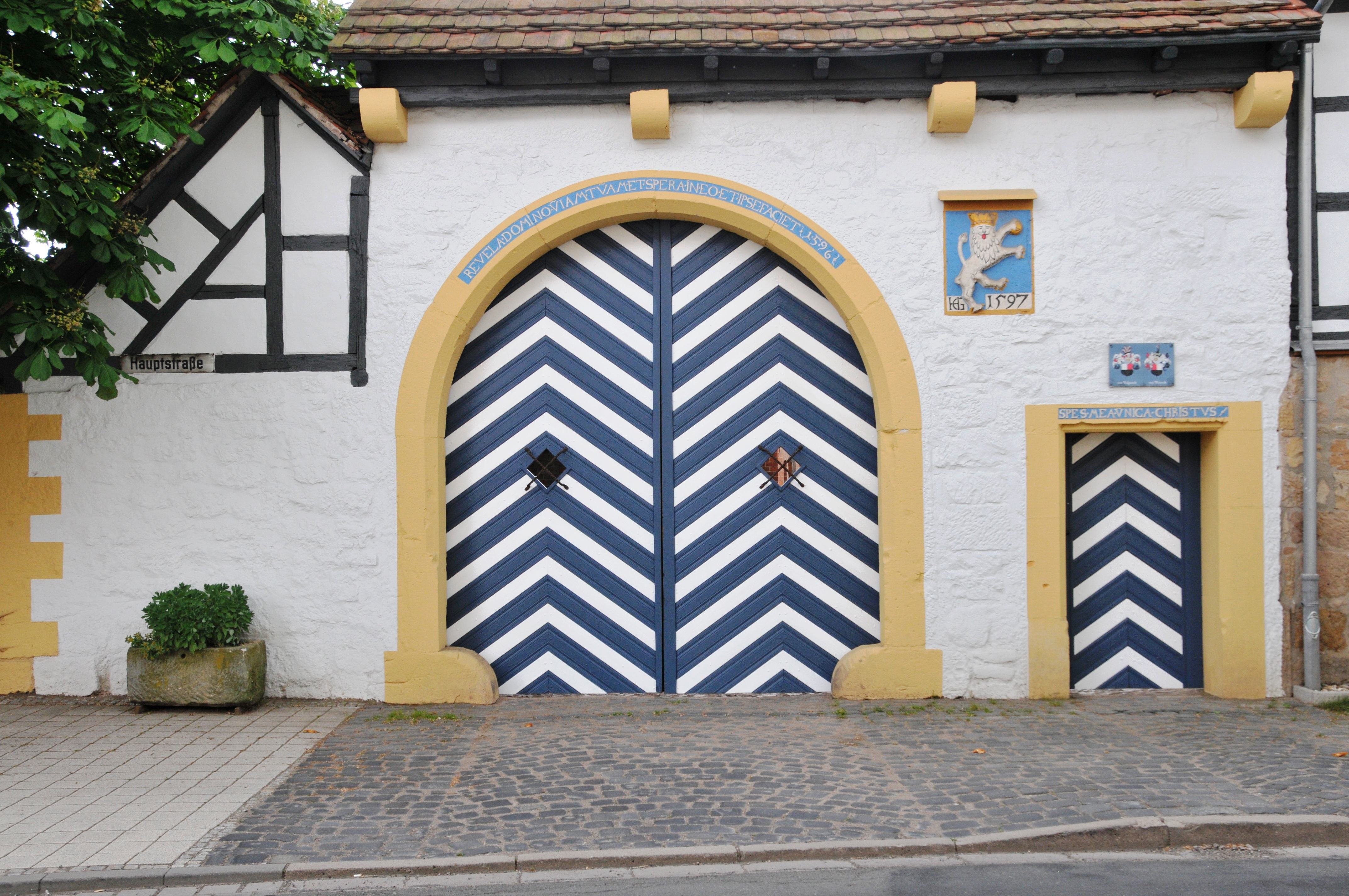
Eingangstor zum ehem. Wohnturm
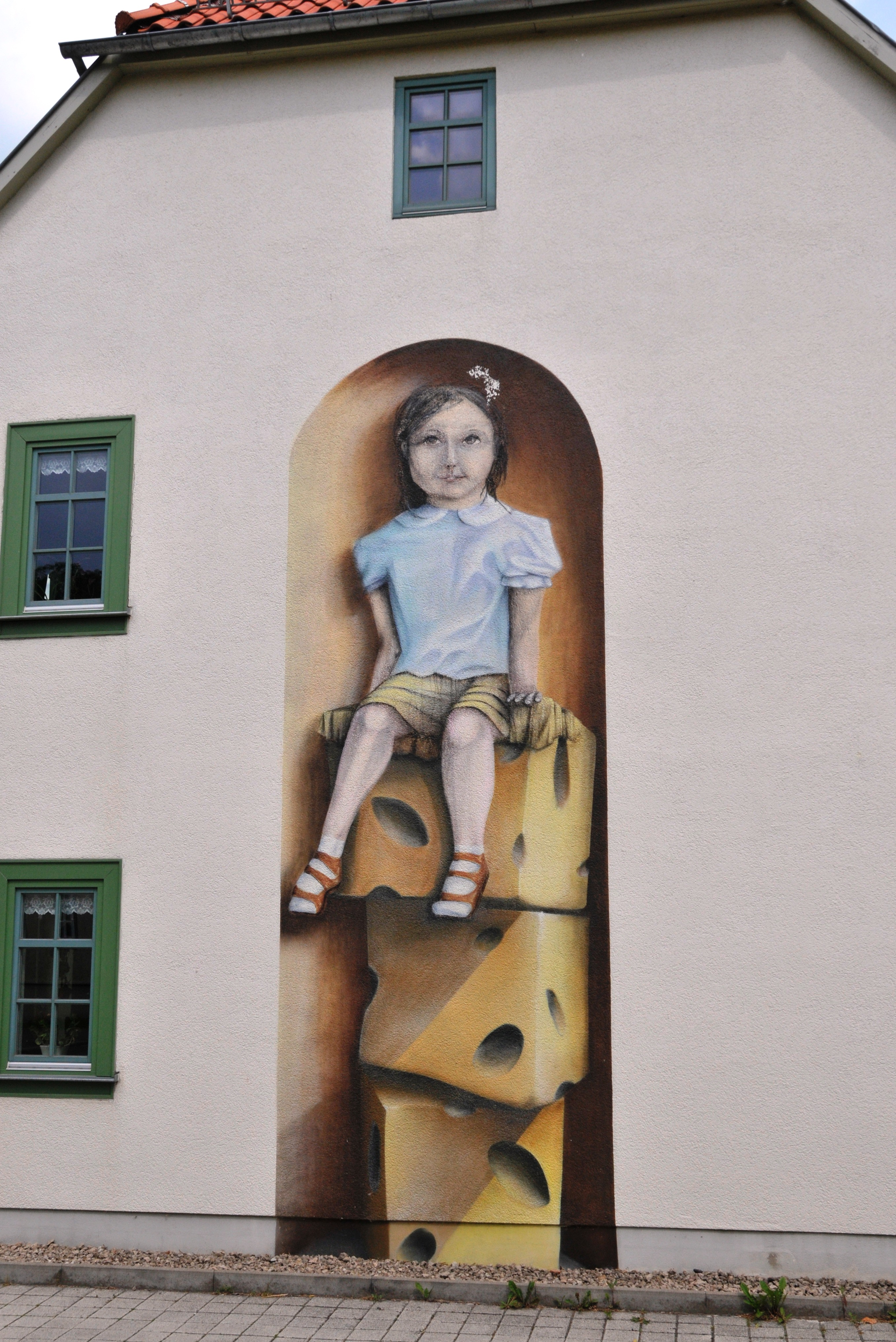
Malerei an der Hauswand beim Kindergarten („Dreikäsehoch“)
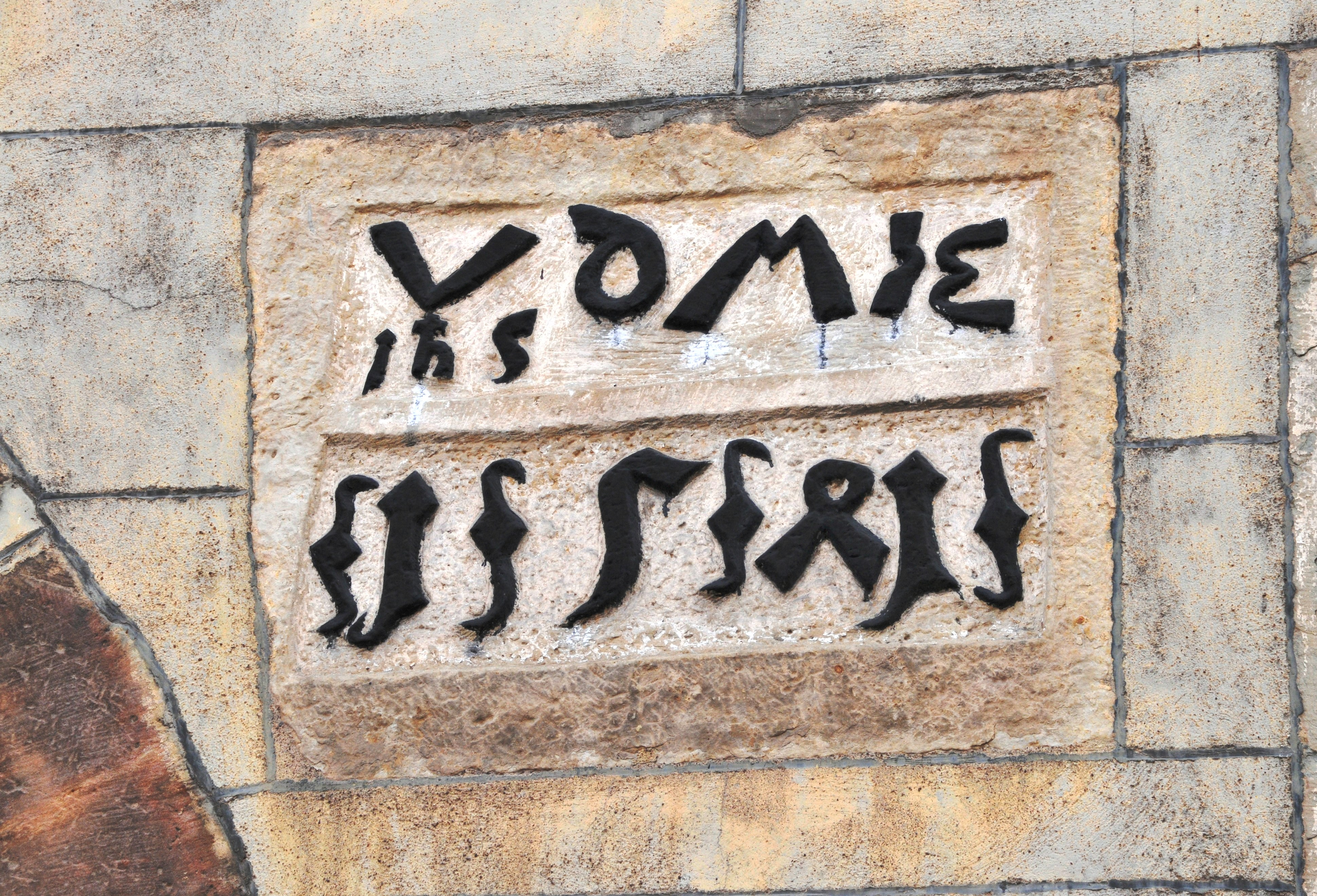
Steinerne Tafel mit der Jahreszahl 1541, die obere Schrift bedeutet Verbum Domini manet in Aeternum. Darunter IHS, das Christusmonogramm.
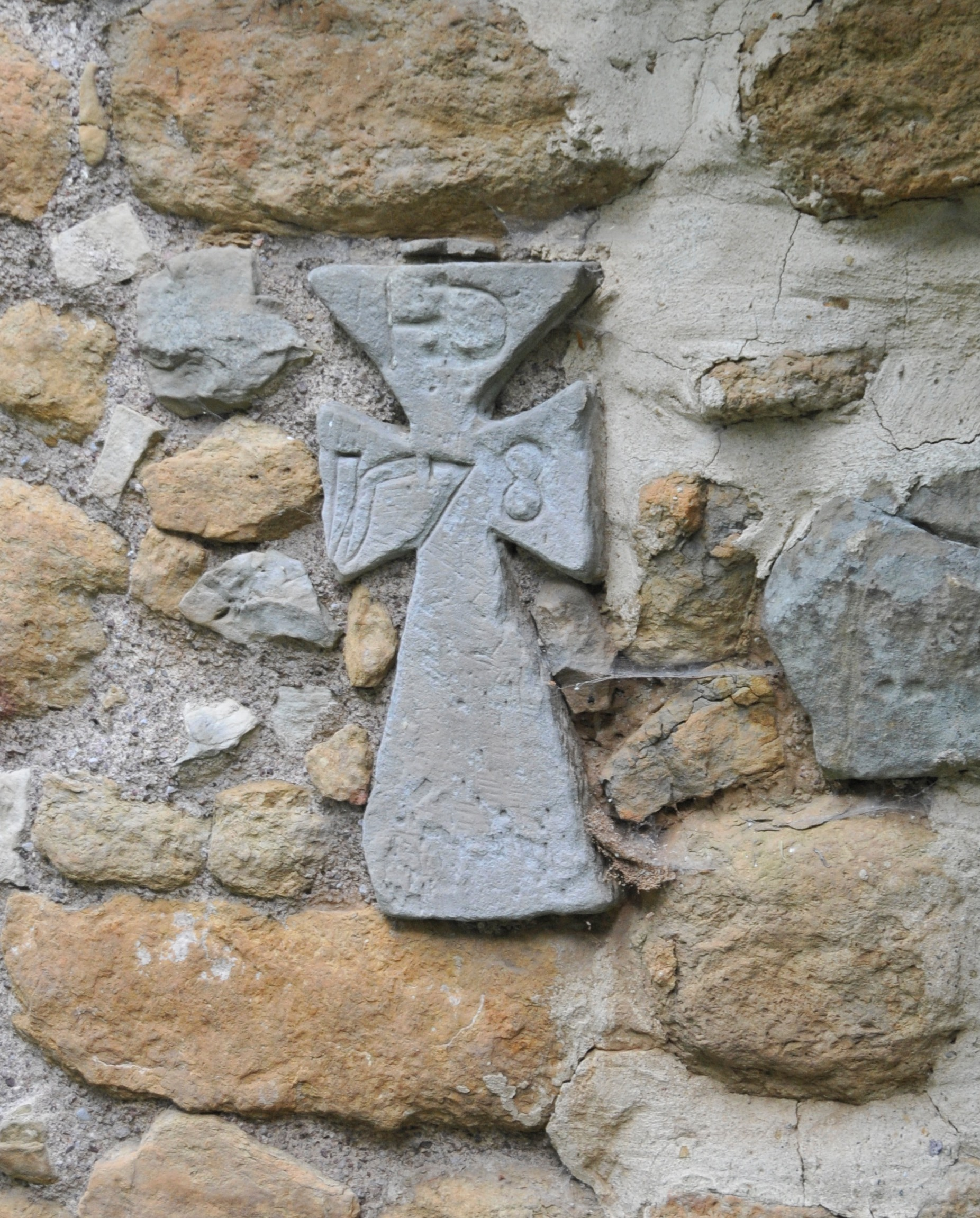
Mauerstein mit Jahreszahl 1578
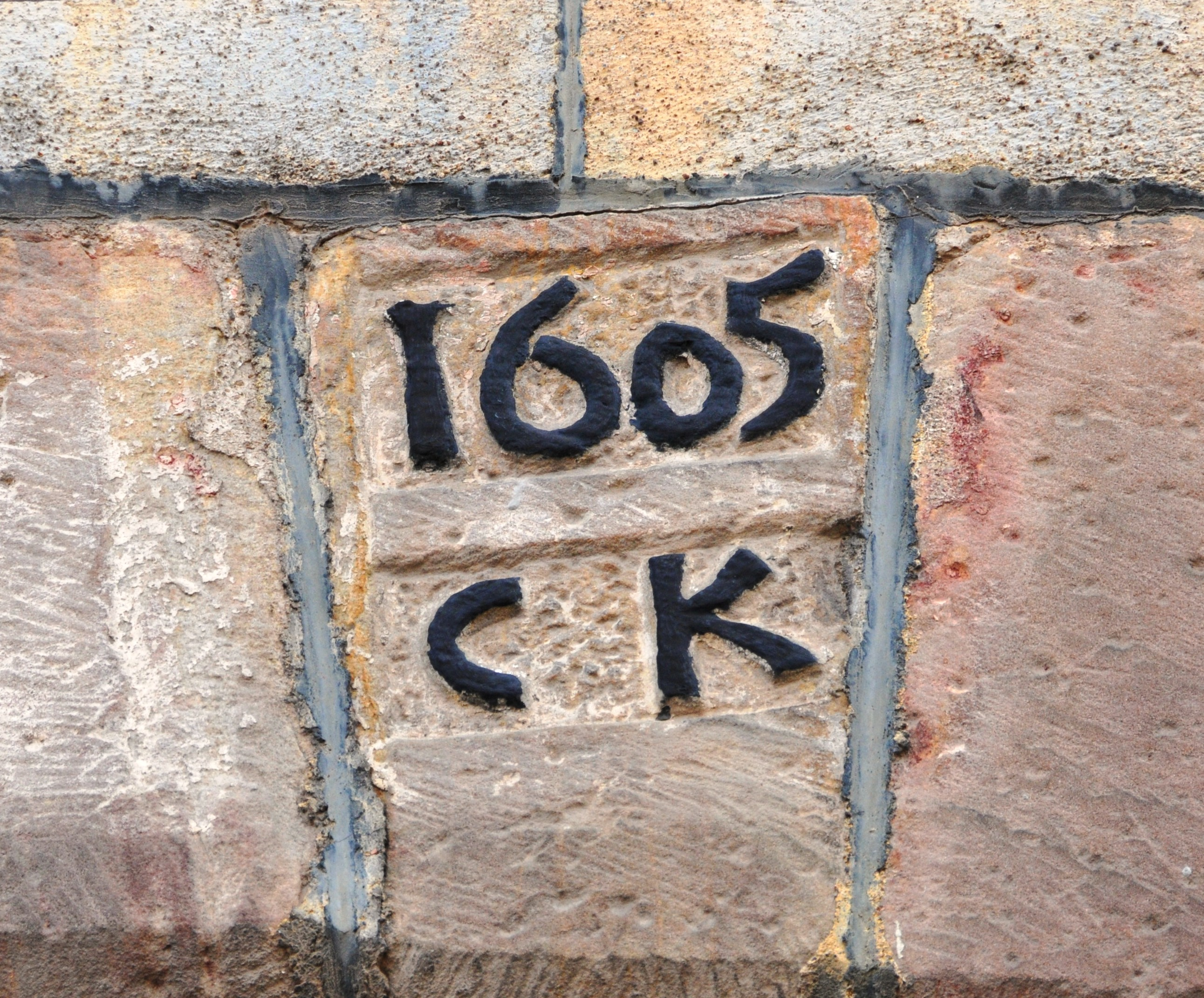
Jahreszahl 1605, C K sind wahrscheinlich die Anfangsbuchstaben des Besitzers
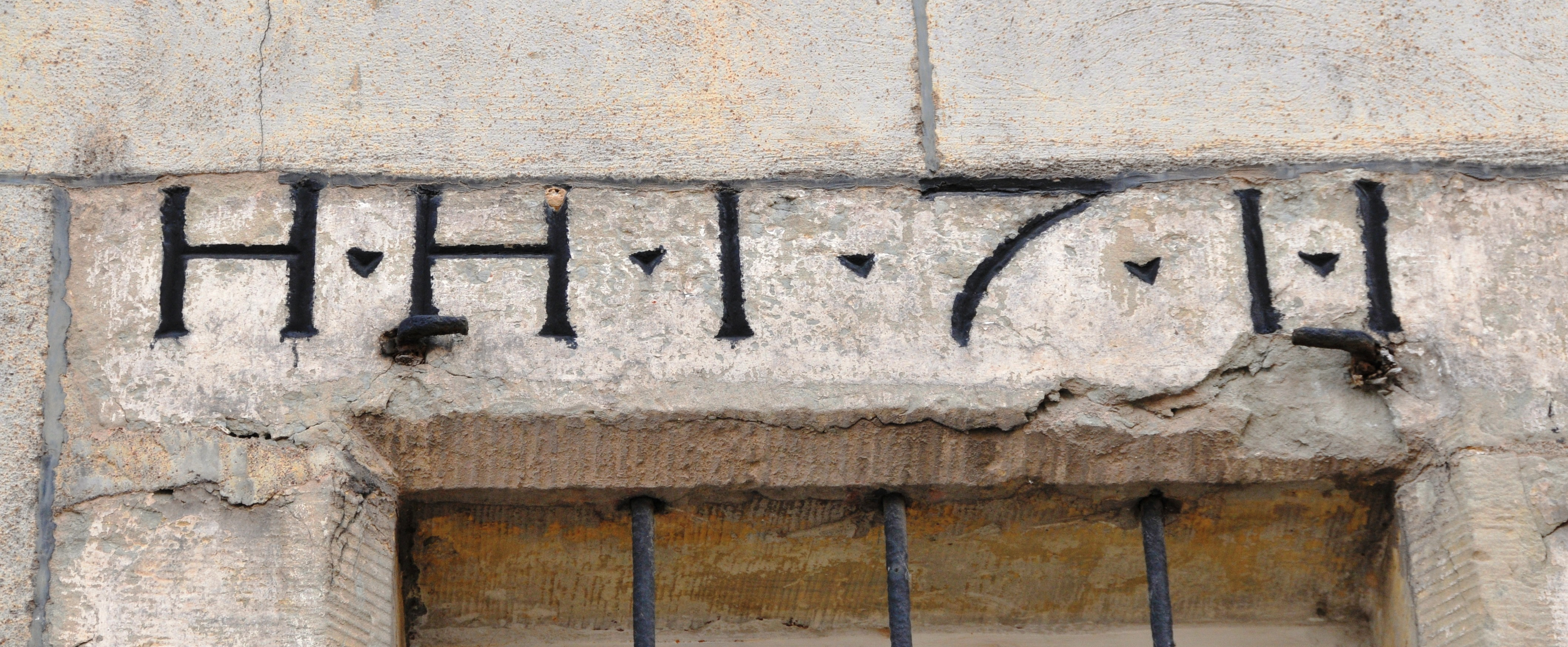
Jahreszahl 1711
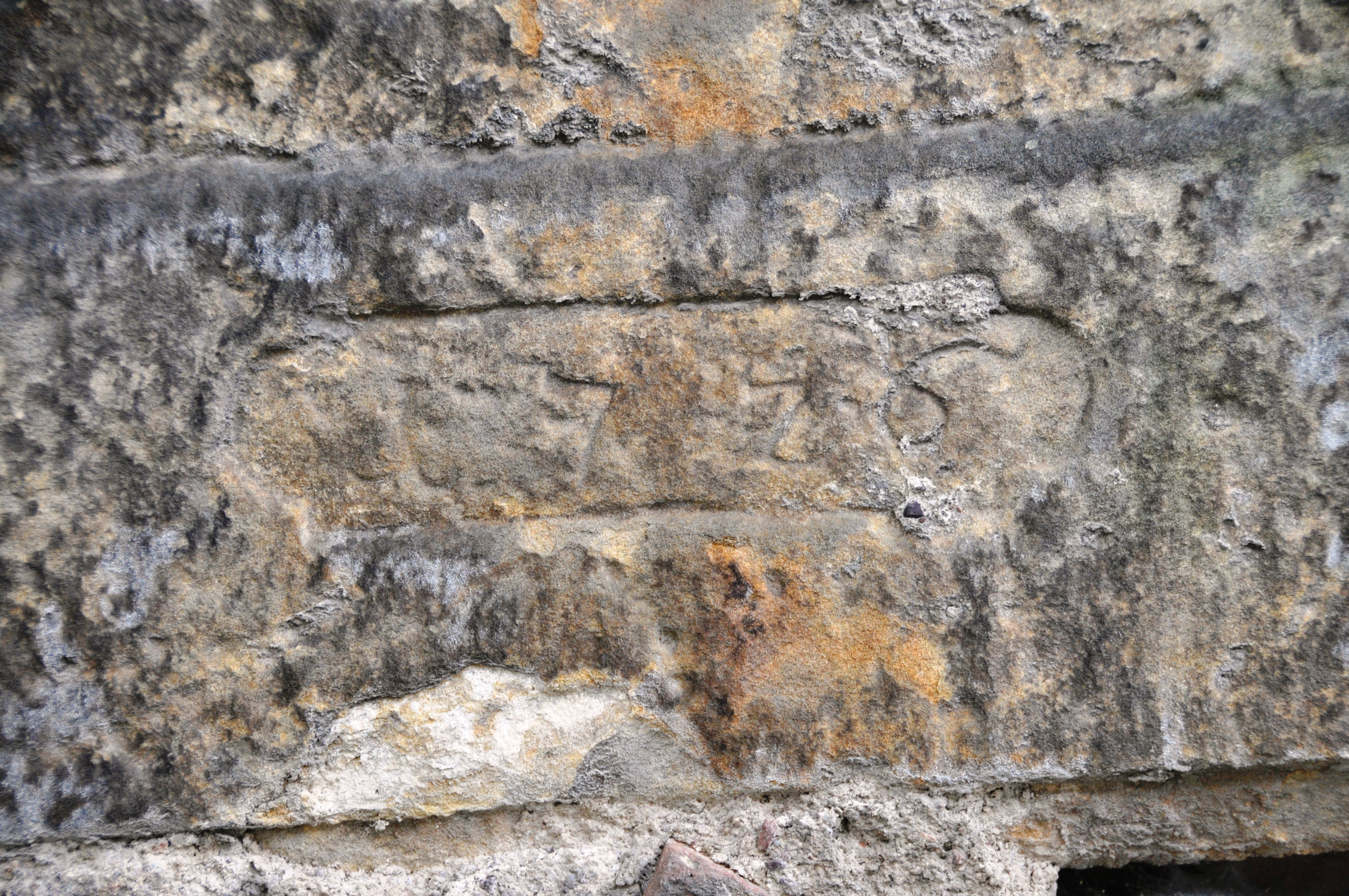
Jahreszahl 1726 auf einem Stein in der Kirchenhofmauer
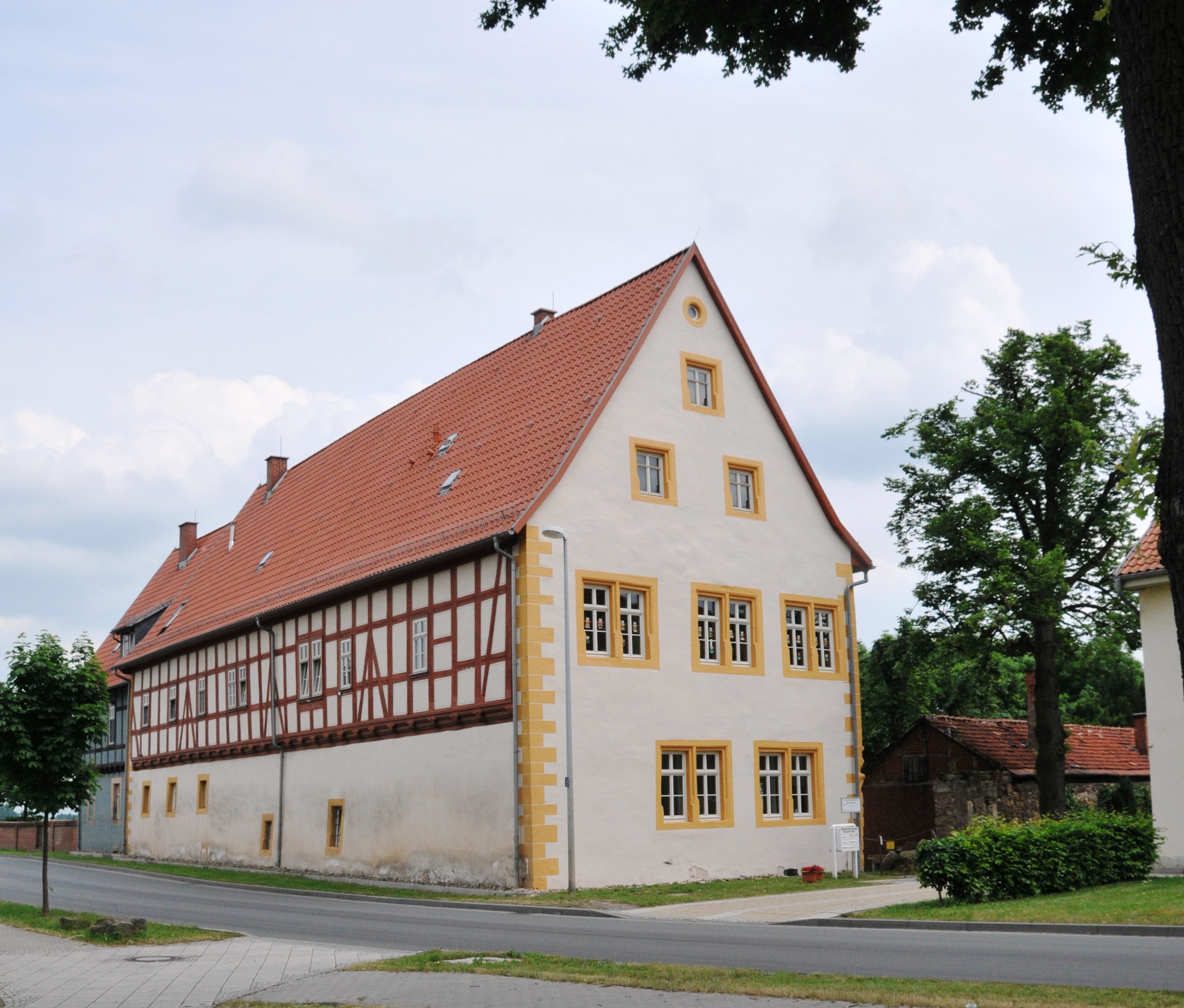
ehem. Haushaltungsschule, erbaut 1898
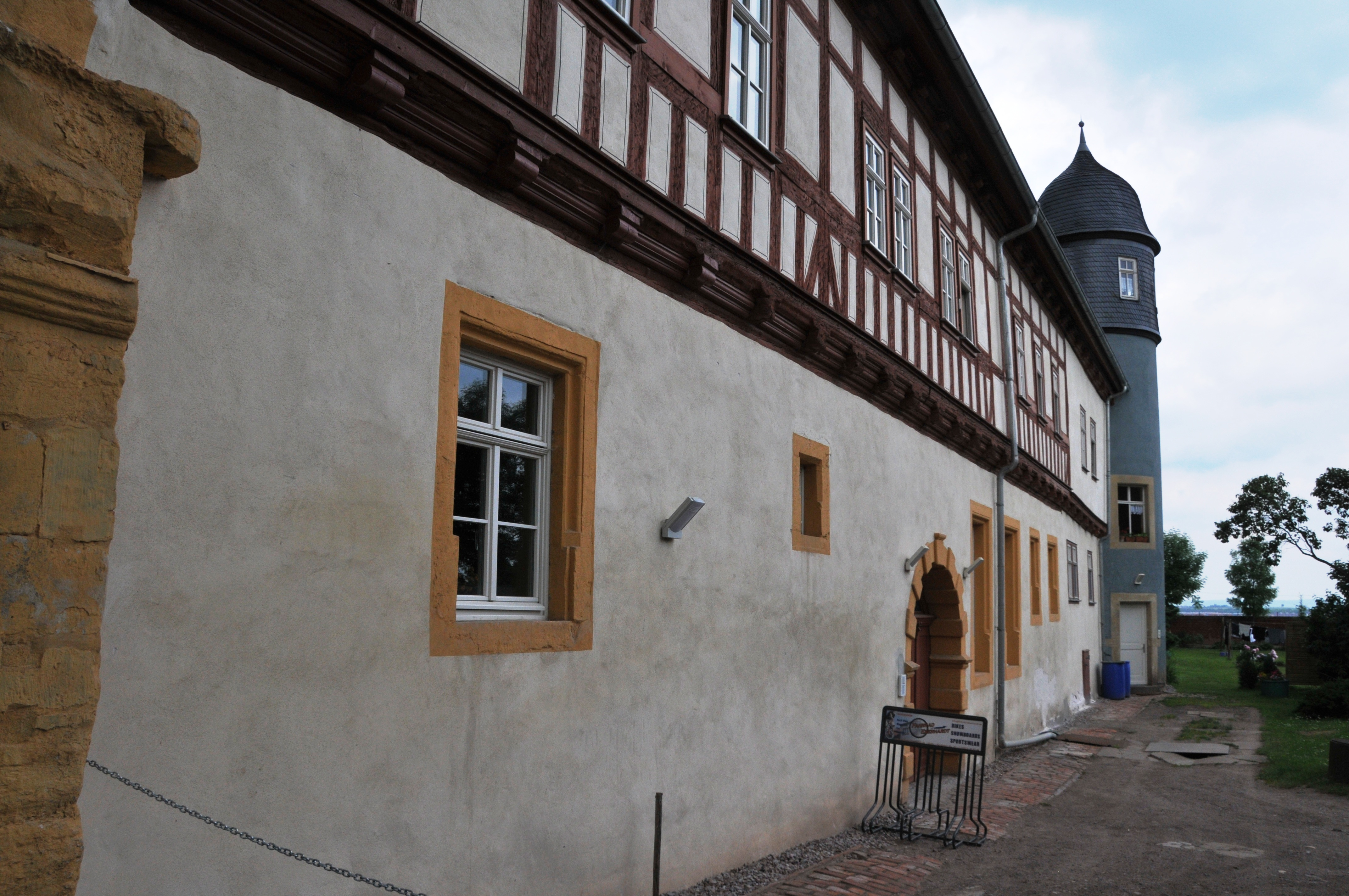
ehem. Haushaltungsschule (Rückansicht)

## Vereine
- Boxsportclub
- Freiwillige Feuerwehr
- Fußballverein
- Karnevalverein
- Kegelklub
- Kirmesverein
- Reitsportverein
- Schützenverein
- Spinnstube
- Tischtennisverein
- Kleingartenverein
- Geschichts- und Heimatverein Wandersleben 2005 e. V.

## Trivia
Die Wanderslebener nennen sich selbst und werden von den Bewohnern der Nachbargemeinden Sandrutscher genannt, vielleicht, weil sie in der Niederung der Apfelstädt mit dem dort reichlich vorhandenen Sandboden siedel(te)n.